# 99e division d'infanterie légère
Pour les articles homonymes, voir 99e division.
La 99e division d’infanterie légère (en allemand : 99. Leichte Infanterie-Division) est une des divisions d'infanterie de l'armée allemande (Wehrmacht) durant la Seconde Guerre mondiale.

## Création et différentes dénominations
La 99. Leichte Infanterie-Division est formée le 16 novembre 1940 en tant qu'élément de la 12e vague de mobilisation.
Elle combat dans le secteur sud du Front de l'Est avant d'être retirée vers l'Allemagne.
La 99. Leichte Infanterie-Division est renommée 7. Gebirgs-Division en 22 octobre 1941.

## Organisation

### Commandants
| Date                               | Grade                  | Commandant               |
| ---------------------------------- | ---------------------- | ------------------------ |
| 10 décembre 1940 - 30 octobre 1941 | General der Infanterie | Kurt von der Chevallerie |

## Théâtres d'opérations
- Allemagne : Décembre 1940 - Juin 1941
- Front de l'Est, secteur sud : Juin 1941 - Novembre 1942

## Ordre de bataille
- Infanterie-Regiment 206
- Infanterie-Regiment 218
- Artillerie-Regiment 82
- Feldersatz-Bataillon 99
- Panzerjäger-Abteilung 99
- Aufklärungs-Abteilung 99
- Pionier-Bataillon 99
- Infanterie-Divisions-Nachschubführer 99
- Infanterie-Divisions-Nachrichten-Abteilung 99